# Convocazioni per il campionato mondiale femminile di pallamano 2005
Elenco delle giocatrice convocate da ciascuna nazionale partecipante al campionato mondiale femminile di pallamano 2005.
| Nazione        | Giocatrici |
| -------------- | --- |
| Russia         | Tatiana Alizar, Polina Vyakhireva, Oksana Romenskaja, Ljudmila Postnova, Anna Kareeva, Ljudmila Bodnieva, Jana Uskova, Elena Polenova, Ėmilija Turej, Elena Sergeeva, Natal'ja Šipilova, Marija Sidorova, Ekaterina Marennikova, Irina Bliznova, Anna Kurepta, Irina Poltorackaja |
| Romania        | Ludmila Tereza Tamas, Ramona Petruta Maier, Oana Florica Soit, Raluca Iuliana Ivan, Roxana Gatzel, Ana Maria Lazer, Aurelia Bradeanu, Ionela Gilca, Paula Radulescu, Cristina Varzaru, Steluta Luca, Valentina Neli Ardean Nilsei, Luminita Dinu, Simona Silvia Gogirla, Maria Mihaela Tivadar, Georgeta Narcisa Lecusanu |
| Ungheria       | Bernadett Ferling, Ibolya Mehlmann, Orsolya Verten, Cecilia Ori, Rita Borbas, Fanni Kenyeres, Agnes Hornyak, Timea Sugar, Anita Görbicz, Monika Kovacsicz, Eszter Siti, Katalin Pálinger, Timea Toth, Gabriella Kindl, Gabriella Szucs, Beatrix Balogh |
| Danimarca      | Ditte Andersen, Jane Wangsoe, Rikke Nielsen, Kristina Bille-Hansen, Mette Sjoberg, Mette Vestergaard Brandt, Louise Mortensen, Rikke Horlykke Jorgensen, Lene Lund Nielsen, Karin Mortensen, Lise Knudsen, Katrine Fruelund, Rikke Schmidt, Lene Thomsen, Karen Brodsgaard, Josephine Touray |
| Paesi Bassi    | Jokelyn Tienstra, Debbie Klijn, Diane Roelofsen, Saskia Mulder, Evelien van der Koelen, Miranda Robben, Joyce Hilster, Arjenne Paap, Andrea Groot, Diane Lamein, Nastasja Burgers, Maura Visser, Irina Pusic, Silvia Hofman, Pearl van der Wissel |
| Germania       | Sabine Englert, Nadine Härdter, Grit Jurack, Nina Wörz, Anne Müller, Nora Reiche, Anna Loerper, Susanne Henze, Alexandra Gräfer, Nadine Krause, Marielle Bohm, Sabrina Neukamp, Clara Woltering, Silke Meier, Stefania Melbeck, Anja Althaus |
| Brasile        | Chana Franciela Masson, Alexandra Priscilla Do Nascimento, Fabiana Kuestner, Silvia Helena Pinheiro, Daniela De Oliveira Piedade, Tayra Rodrigues, Alessandra Medeiros De Oliveira, Millene Bruna Figueiredo, Viviane Rodrigues Jacques, Jacqueline Oliveira Santana, Lucila Viana Da Silva, Juceli Aparecida Sales Da Rosa, Aline Da Conceicao Da Silva, Idalina Borges Mesquita, Eline Silva Dos Santos, Francine Camilla De Moraes |
| Corea del Sud  | Soon Min-ji, Woo Sun-hee, Huh Soon-young, Lee Gong-joo, Song Hai-rim, Kim Eun-yung, Kim Cha-youn, Huh Young-sook, Moon Kyeong-ha, Yoo Hyun-ji, Kim Jin-soon, Lee Min-hee, Myong Bok-hee, Kang Ji-hey, Choi Im-jeong, Moon Pil-hee |
| Norvegia       | Terese Pedersen, Ragnhild Aamodt, Anette Johansen, Randi Gustad, Karoline Breivang, Kristine Lunde, Kari Mette Johansen, Kjersti Beck, Linn Jørum Sulland, Elisabeth Hilmo, Camilla Thorsen, Katrine Lunde Haraldsen, Marianne Rokne, Tonje Nøstvold, Isabel Blanco |
| Ucraina        | Viktoriya Tymoshenkova, Oksana Sakada, Tetjana Šynkarenko, Maryna Vergeljuk, Olena Iatsenko, Hanna Sjukalo, Olena Radčenko, Rehina Shymkute, Iryna Shybanova, Olena Reznir, Tetiana Vorozhtsova, Natalija Ljapina, Anastasija Borodina, Mariya Boklashchuk, Mariia Makarenko, Iryna Shutska |
| Croazia        | Barbara Stančin, Miranda Tatari, Ivanka Hrgović, Maja Čop, Dijana Golubić, Maida Arslanagić, Nikica Pušić, Jelena Grubišić, Maja Kožnjak, Lidija Horvat, Svitlana Pasičnik, Ivana Jelčić, Marija Popović, Kristina Franić, Ljerka Vresk, Antonela Pensa |
| Francia        | Stéphanie Lambert, Nina Kamto Njitam, Amelie Goudjo, Angélique Spincer, Paule Baudouin, Sophie Herbrecht, Stella Joseph-Mathieu, Isabelle Wendling, Myriam Korfanty, Sabrina Legenty, Valérie Nicolas, Sandy Demangeon, Alissa Gomis, Christine Vanparys-Torres, Raphaelle Tervel, Laurence Maho |
| Austria        | Natalja Rusnatchenko, Ariane Maier, Ljiljana Paras, Monika Richter, Laura Magelinska, Sorina Teodorovic, Marina Budecevic, Elisabeth Herbst, Isabel Plach, Sabrina Thurner, Petra Blazek, Katrin Engel, Tatjana Logvin, Gabriela Rotis Nagy, Simona Spiridon, Katharina Reingruber |
| Slovenia       | Nina Potocnik, Mojca Dercar, Deja Doler, Mihaela Ana Ciora, Mia Bosnjak, Vesna Pus, Nataliya Derepasko, Katja Kurent Tatarovac, Sergeja Stefanisin, Manuela Hrnjic, Barbara Gorski, Tatjana Oder, Martina Strmsek, Anja Freser |
| Macedonia      | Olga Kolesnik, Robertina Mecevska, Natasa Kocevska, Anzela Platon Dimovska, Olga Bujanova, Klara Boeva, Valentina Radulovik, Lence Ilkova, Aleksandra Ristovska, Semra Radoncik, Natalija Todorovska, Julija Portjanko, Biljana Crvenkoska, Tanja Andrejeva, Elena Gjorgjijevska, Mirjeta Bajramoska |
| Angola         | Cristina Branco, Marta Joaquiem, Ilda Bengue, Belina Miguel, Filomena Trinidade, Bombo Calandula, Maria Goncaves, Nair Almeida, Isabel Fernandes, Marcelina Kiala, Maria Pedro, Anica Neto, Justina Praca, Cilizia Tavares, Elzira Tavares, Lourdes Monteiro |
| Cina           | Gui Ni Liu, Yun Liu, Hong Li Zhang, Le Yu, Dong Jie Huang, Chan Chan Wang, Min Wang, Sha Sha Wang, Zhi Qing Zhang, Hong Huang, Ya Nan Wu, Xiao Mei Liu, Lai Miao Sun, Geli Yu, Wen Juan Wu, Wei Wei Li |
| Giappone       | Mami Tanaka, Yuko Arihama, Mariko Komatsu, Mao Higuchi, Mineko Tanaka, Natsuki Takei, Akiko Kinjo, Hitomi Sakugawa, Tomoko Sakamato, Naomi Nakamura, Aiko Hayafune, Kimiko Hida, Keiko Mizuno, Noriko Omae, Hisayo Taniguchi, Yukari Asai |
| Polonia        | Sabina Kubisztal, Iwona Blaszkowska, Iwona Szafulska, Joanna Dworaczyk, MagdalenaMilot, Ewa Damiecka, Dagmara Kowalska, Hanna Strzalkowska, Karolina Siodmiak, Kinga Polenz, Iwona Lacz, Karolina Kudlacz, Agatha Wypych, Magdalena Chemicz, Sabina Wlodek, Marzena Kot |
| Argentina      | Maria Celeste Mena, Melisa Bok, Maricel Bueno, Georgina Constantino, Mariana Sanguinetti, Magdalena Decilio, Pilar Romero, Gisele Leis, Bibiana Ferrea, Cynthia Basile, Valentina Kogan, Lucia Fernandez, Solange Tagliavini, Patricia Ces, Maria Emilia Acosta |
| Costa d'Avorio | Rufine Lobouo, Candido Zazan, Alimata Dosso, Elodie Mambo, Celine Dongo, Nathalie Kregbo, Julie Toualy, Robeace Abogny, Sandrine Douhou, Marie JoseeGuibi, Edwige Zadi, Adeline Koudou, Laurette Bodua, Fatoumata Diomande, Elisabeth Sokouri, Christiane Guede |
| Camerun        | Laurentine Balilumin, Celestine Nyetsok A Beng, Forsuh Perpetua Lemnwie, Emilienne Adi Dipoko, Ursula Ngoh Mbah, Carole Nanda Kouakam, Nicole Magne Kenmogoe, Hermine Ngo Kaldjop, Marthe Virginie Eke Bissono, Agate Aurore Dooh Soppo Oho, Evelyne Madjotah Tapfou, Labelle Kun Nguidjol, Honoree Kaldjop, Loualine Shuri Ndeh, Marguerite Tchagam, Jacqueline Mossy Solle                                                          |
| Uruguay        | Magdalena Gutierrez, Claudia Porteiro, Soledad Faedo, Lucia Miranda, Eliana Falco, Paola Lucas, Fabiana Sencion, Cecilia Saiz, Alejandra Sencion, Ivanna Scavino, Paula Gambera, Jussara Castro, Victoria Grana, Maria Noel Uriarte, Alejandra Ferrari, Ximena Diaz |
| Australia      | Megan Miller, Shelley Roy, Olivia Doherty, Katia Boyd, Belinda Griffiths, Lilly Maher, Katherine Napier, Raelene Boulton, Courtney Gahan, Caitlin Wynne, Catherine Kent, Michelle Rossoukas, Meaghan Gurr, Kimberley Tennant, Rosalie Boyd, Simone Montie |